# チャールズ・シュワブ
チャールズ・シュワブは、アメリカのテキサス州に本社を置く、1971年創業のオンライン取引を中核とする証券会社、金融持株会社である。

## 概要
2018年12月末時点での同社の預り資産額は約3.25兆ドル、口座数は1,160万口座となっており、全米で14番目の規模となっている。
米国において、同社は、ネット証券として格安の手数料体系を提供する事業者として知られている。同社は、1990年代までは委託手数料収入を中心とした収益構造にありITバブルの影響を受けて収益を拡大したが、その後のITバブル崩壊を受け、2000年台後半には投資信託等の運用と販売を中心とした資産管理業務を中心としたものに移行した。その後は、金利収入による収益が大きなウェイトを占めるようになり、2018年12月期現在、純金利収入が57％、資産運用・管理手数料32％、トレーディング（手数料・自己勘定取引）8％となっている。

## 歴史
- 1971年、創業[3]。
- 1974年、株式取引委託手数料の70％値下げを実施する[注釈 1][2]。
- 1987年、子会社シュワブ・インスティテューショナルを設立し、独立系RIAに対して証券取引業務に係るサービスの提供を開始[6]。
- 同年9月、ニューヨーク証券取引所に上場[3]。
- 1996年、オンライン証券取引に参入[4]。
- 1999年、東京海上火災保険等とともに、シュワブ東京海上証券を設立[7]。同社は翌年4月1日、営業開始した[7]。
- 2000年3月、老舗プライベートバンクの一つ、USトラストを買収[8]し、超富裕層と呼ばれる顧客へのサービスを強化。
- 2002年2月、子会社のシュワブ東京海上証券が廃業し、清算手続に入る[7]。
- 2003年、機関投資家向けビジネスに特化する方針を打ち出したステート・ストリートより富裕層向け部門を買収[8]。
- 2005年、口座維持管理手数料を撤廃[8]。
- 2006年、委託取引手数料の簡素化を実施[9]。合わせて、ATM手数料の撤廃、コールセンターの24時間365日稼働を実現。これにより、前年比でネット入金額が10兆円、資産管理手数料収入が325億円増大[9]。
- 同年11月、USトラストをバンク・オブ・アメリカに33億ドルで売却。
- 2015年春、ロボット・アドバイザーサービスの提供を開始。同年秋までに、当該サービスによるものだけで41億ドルの顧客預り資産を獲得した[10]。
- 2019年10月1日、株式やオプション取引に係る委託手数料を撤廃すると発表[11]。これを受け、同社株価は13%下落したほか、他のネット証券株も総崩れとなった[11][12]。
- 同年11月25日、競合するネット証券のTDアメリトレードを、260億ドルで買収することで合意[注釈 2][注釈 3][4][12]。当社は2020年後半までの統合を目指すとしており、また、CEOのウォルター・ベッティンガーは、本統合につき「低コストと優れたサービス、技術を組み合わせる」との声明を出し、さらなるシェア拡大に意欲を示している[12]。